# 7 ventôse
7 pluviôse 7 germinal
Le septidi 7 ventôse, officiellement dénommé jour de l'alaterne, est le 157e jour de l'année du calendrier républicain.
C'était généralement le 25e jour du mois de février dans le calendrier grégorien.

## Naissances
- Victor Hugo